# Zinaida Kajevic
Zinaida Kajevic, född 24 november 1979 i Jugoslavien, är en svensk politiker (socialdemokrat). Hon har varit riksdagsledamot (tjänstgörande ersättare) under två perioder mellan 2023 och 2024, invald för Malmö kommuns valkrets.
Kajevic kandiderade i riksdagsvalet 2022 och blev ersättare. Hon var tjänstgörande ersättare i riksdagen för Joakim Sandell under perioden 6 mars–7 augusti 2023,  och för Rose-Marie Carlsson under perioden 27 november 2023–30 januari 2024. I riksdagen var Kajevic extra suppleant i finansutskottet, försvarsutskottet och utbildningsutskottet.